# Katarzyna Bujakiewicz
Katarzyna Bujakiewicz (Poznań, 28 september 1972) is een Poolse theater- en filmactrice.